# Omega Helden
Omega Helden is een kort televisieprogramma van de EO. In dit programma duikt presentator Ben Ketting in levens van kinderen en jongeren.
Het programma sluit nauw aan bij de Omega Code. Omega Helden wordt altijd direct na dit programma uitgezonden en iedere aflevering van Omega Helden heeft ook te maken met een karaktereigenschap die het Bijbelpersonage uit de Omega Code ook had. Zo ging Ben, na de aflevering over de barmhartige Samaritaan op bezoek bij vier jongeren die het leven van een ander hebben gered en na de aflevering van Bartimeüs bezocht Ben iemand die op de stichting Bartiméus zit.
Ben interviewt de kinderen en soms laat Ben ze dingen doen, of ze laten uit zichzelf iets aan Ben zien. Na dit interview overhandigt Ben ze een logboek waarin ze hun belevenissen kunnen opschrijven (dit is sinds het tweede seizoen). Ben heeft hier altijd alvast een wens en een handtekening ingezet. Vervolgens verrast hij de 'Omega Held' met een toepasselijke verrassing.